# Orleix
Orleix település Franciaországban, Hautes-Pyrénées megyében. Lakosainak száma 1929 fő (2022. január 1.). Orleix Aurensan, Aureilhan, Boulin, Bours, Chis, Dours, Oléac-Debat és Sabalos községekkel határos.

## Népesség
A település népességének változása:
| Lakosok száma | 2017 | 2116 | 2158 | 2127 | 2069 | 2011 | 1953 | 1944 | 1929 |
|               | 2013 | 2015 | 2016 | 2017 | 2018 | 2019 | 2020 | 2021 | 2022 |